# Liste von Operetten-Komponisten
Verzeichnis bekannter Operetten-Komponisten:
- Paul Abraham (1892–1960)
- Leo Ascher (1880–1942)
- Edmond Audran (1840–1901)
- Francisco Asenjo Barbieri (1823–1894)
- Josef Bayer (1852–1913)
- Joseph Beer (1908–1987)
- Ralph Benatzky (1884–1957)
- Jara Beneš (1897–1949)
- Georges Bizet (1838–1875)
- Willy Bredschneider (1889–1937)
- Walter Bromme (1885–1943)
- Paul Burkhard (1911–1977)
- Emmanuel Chabrier (1841–1894)
- Henri Christiné (1867–1941)
- Federico Chueca (1846–1908)
- Charles Cuvillier (1877–1955)
- Willy Czernik (1901–1996)
- Rudolf Dellinger (1857–1910)
- Ede Donáth (1865–1945)
- Nico Dostal (1895–1981)
- Ludwig Englaender (1859–1914)
- Edmund Eysler (1874–1949)
- Leo Fall (1873–1925)
- Moritz Fall (1848–1922)
- Richard Fall (1882–1945)
- Siegfried Fall (1877–1943)
- Hugo Felix (1866–1934)
- Otto Findeisen (1862–1947)
- Ernst Fischer (1900–1975)
- Rudolf Friml (1879–1972)
- Richard Genée (1823–1895)
- Rudi Gfaller (1882–1972)
- Jean Gilbert (1879–1942)
- Gerónimo Giménez y Bellido (1854–1923)
- Walter Wilhelm Goetze (1883–1961)
- Bruno Granichstaedten (1879–1944)
- Alfred Grünfeld (1852–1924)
- Joseph Hellmesberger junior (1855–1907)
- Victor Herbert (1859–1924)
- Hervé (1825–1892)
- Albert Hetényi Heidelberg (1875–1951)
- Richard Heuberger (1850–1914)
- Hugo Hirsch (1884–1961)
- Igo Hofstetter (1926–2002)
- Arthur Honegger (1892–1955)
- Franz Hummel (1939–2022)
- Jenő Huszka (1875–1960)
- Viktor Jacobi (1883–1921)
- Georg Jarno (1868–1920)
- Hanns Jelinek (1901–1969)
- Leon Jessel (1871–1942)
- Sidney Jones (1861–1946)
- Charles Kálmán (1929–2015)
- Emmerich Kálmán (1882–1953)
- Rudolf Kattnigg (1895–1955)
- Herbert Kawan (1903–1969)
- Siegfried Köhler (1923–2017)
- Walter Elimar Kollo (1878–1940)
- Willi Kollo (1904–1988)
- Michael Krasznay-Krausz (1897–1940)
- Fritz Kreisler (1875–1962)
- Peter Kreuder (1905–1981)
- Eduard Künneke (1885–1953)
- Hans Lang (1908–1992)
- Charles Lecocq (1832–1918)
- Franz Lehár (1870–1948)
- Paul Lincke (1866–1946)
- Theo Mackeben (1897–1953)
- Robert Mahler (1881–1953)
- Guido Mancusi (* 1966)
- Hans-Martin Majewski (1911–1997)
- Guido Masanetz (1914–2015)
- Hans May (1886–1958)
- Will Meisel (1897–1967)
- André Messager (1853–1929)
- Carl Millöcker (1842–1899)
- Johannes Müller (1893–1969)
- Gerd Natschinski (1928–2015)
- Oskar Nedbal (1874–1930)
- Rudolf Nelson (1878–1960)
- Adolf Neuendorff (1843–1897)
- Edmund Nick (1891–1974)
- Conny Odd (1916–1986)
- Jacques Offenbach (1819–1880)
- August Pepöck (1887–1967)
- Robert Jean Julien Planquette (1848–1903)
- Giacomo Puccini (1858–1924)
- Rudolf Raimann (1861–1913)
- Virgilio Ranzato (1883–1937)
- Fred Raymond (1900–1954)
- Heinrich Reinhardt (1865–1922)
- Ernst Reiterer (1851–1923)
- Ludwig Rochlitzer (1880–1945)
- Sigmund Romberg (1887–1951)
- Just Scheu (1903–1956)
- Ludwig Schmidseder (1904–1971)
- Friedrich Schröder (1910–1972)
- Norbert Schultze (1911–2002)
- Gaston Serpette (1846–1904)
- Robert Stolz (1880–1975)
- Oscar Straus (1870–1954)
- Johann Strauss (Sohn) (1825–1899)
- Heinrich Strecker (1893–1981)
- Hans Striehl (1912–1994)
- Arthur Seymour Sullivan (1842–1900)
- Werner Stamm (1912–1993)
- Franz von Suppè (1819–1895)
- Claude Terrasse (1867–1923)
- Louis Varney (1844–1908)
- Arno Vetterling (1903–1963)
- Kurt Weill (1900–1950)
- Franz Wickenhauser (1872–1940)
- Gerhard Winkler (1906–1977)
- Maurice Yvain (1891–1965)
- Ivan Zajc (1832–1914)
- Carl Johann Adam Zeller (1842–1898)
- Carl Michael Ziehrer (1843–1922)